# Harzer rotvieh
La Harzer Rotvieh est une race bovine allemande.

## Origine
Elle serait issue de croisements entre bétail celtique venu de France et de Grande-Bretagne, bovins simmental, Tux-zillertal et Tiroler grauvieh. Elle est élevée depuis très longtemps dans le massif montagneux du Harz, aux confins de la Basse-Saxe, de la Saxe-Anhalt et de la Thuringe. Elle n'est guère élevée que dans sa région d'origine où elle est mieux adaptée que des races plus productives. Les effectifs sont faibles : 380 vaches et 5 taureaux en 1996.

## Morphologie
Elle porte une robe uniformément rouge sombre. Le mufle est aussi rouge. Les cornes courtes sont tournées vers l'avant, claires à extrémité sombre. 
C'est une race de grande taille. La vache mesure 135 cm au garrot pour 600 kg et le taureau 150 cm pour 1 100 kg.

## Qualités
C'est une race mixte qui donne un lait riche : 5 % de matière grasse et 3,8 % de protéines. 
Elle est rustique et valorise bien le fourrage de son terroir.